# Resnik (miasto Kragujevac)
Resnik (cyr. Ресник) – wieś w Serbii, w okręgu szumadijskim, w mieście Kragujevac. W 2011 roku liczyła 1080 mieszkańców.